# Ninjago: Abenteuer in neuen Welten (Prime Empire)
Abenteuer in neuen Welten (Originaltitel Prime Empire) ist die zwölfte Staffel der computeranimierten TV-Serie Ninjago (Vor Staffel 11 Ninjago: Meister des Spinjitzu). Die Serie wurde von Michael Hegner und Tommy Andreasen entwickelt. Die Staffel, die nach Verbotenes Spinjitzu spielt, wurde in Deutschland vom 28. September 2020 bis zum 30. September 2020 ausgestrahlt. Die nachfolgende Staffel heißt ebenfalls Abenteuer in neuen Welten.
Das Thema der zwölften Staffel sind Videospiele, mit der Einführung einer fiktiven Videospielwelt im Ninjago-Universum namens „Prime Empire“. Die Handlung folgt den Ninja auf ihrer Suche nach dem Schöpfer des Videospiels, nachdem dieses in Ninjago City wieder aufgetaucht ist. Als die Spieler, darunter auch Jay, im Spiel gefangen werden, müssen die Ninja das Spiel betreten, um ihren Freund zu finden. In der Handlung müssen die Ninja in verschiedenen Spielen innerhalb von Prime Empire antreten, bevor sie sich dem Boss des Hauptspiels namens Unagami (steht für Unvollendetes Abenteuergame 1) stellen.

## Synchronisation (Hauptcharaktere)
| Rolle          | Englischer Sprecher | Deutscher Sprecher   |
| -------------- | ------------------- | -------------------- |
| Lloyd Garmadon | Sam Vincent         | Christian Zeiger     |
| Kai            | Vincent Tong        | Jörn Linnenbröker    |
| Jay            | Michael Adamthwaite | Sebastian Kluckert   |
| Zane           | Brent Miller        | Timo Kinzel          |
| Cole           | Kirby Morrow        | Dirk Stollberg       |
| Nya            | Kelly Metzger       | Magdalena Turba      |
| Meister Wu     | Paul Dobson         | Reinhard Scheunemann |
| P.I.X.A.L.     | Jennifer Hayward    | Marieke Oeffinger    |
| Unagami        | Dean Redman         | Frank Kirschgens     |

## Entwicklung
Mitentwickler Tommy Andreasen erklärte auf Twitter, dass Prime Empire von der Legende Polybius inspiriert wurde, einem fiktiven Arcade-Spiel aus den 1980er Jahren.

## Erscheinung
Am 5. Februar 2020 wurde ein 30-sekündiger Trailer auf dem Lego YouTube-Kanal veröffentlicht. Ende September 2020 erschienen die Folgen innerhalb von nur 3 Tagen auf Super RTL, mit der Staffelpremiere am 28. September und dem Staffelende am 30. September.

## Handlung
Als das alte, legendäre Videospiel Prime Empire wieder auftaucht, beginnen die Spieler im Spiel zu verschwinden, darunter auch Jay. Die Ninja entdecken, dass der Erfinder des Spiels, Milton Mayer (im Original Milton Dyer), ebenfalls verschwunden ist und ihn seit Jahren niemand mehr gesehen hat. Mit dem Verdacht, dass Mayer ein Bösewicht namens Unagami ist, betreten Lloyd, Cole, Kai und Nya die virtuelle Welt von Prime Empire, um Mayers Avatar zu stoppen, während Zane und P.I.X.A.L. draußen bleiben, um Mayer in der realen Welt zu finden. Sie treffen auf einen Jay-Fanclub, die sie zu einem Spieler namens Scott führen. Er erklärt, dass die Spieler nur vier Leben im Spiel haben und nach dem Verlust ihres letzten Lebens in digitale Würfel verwandelt werden und verschwinden. In einer der Spielzonen gerät ein Samurai namens Okino in eine Glaubenskrise, als es ihm wiederholt nicht gelingt, eine Reihe von Meistern zum Sieg zu führen, so dass er alle Hoffnung verliert – bis einige bekannte Ninja auftauchen. Um Unagami aufzuhalten, müssen die Ninja drei Schlüsselklingen beschaffen, von denen die erste in der Spielzone Terra Karana versteckt ist – einer der gefährlichsten Spielumgebungen des Prime Empire. Während sie von Unagamis gefürchteten roten Visieren gejagt werden, müssen die Ninja Klippen erklimmen, machen dabei aber eine verblüffende Entdeckung: Unagami verwandelt die Spieler in Energiewürfel, um ein Portal in die reale Welt zu bauen. Sobald sie wieder mit Jay vereint sind, reisen die Ninja durch drei Spielzonen, um drei Schlüsselklingen zu erhalten, die die letzte Herausforderung im Tempel des Irrsinns freischalten. Auf ihrer Reise werden sie von Unagamis digitalen Truppen, den Rotvisieren, gejagt. In der ersten Spielzone, Terra Karana, treffen die Ninja auf einen Nicht-Spieler-Charakter (NPC) namens Okino, der ihnen durch viele tödliche Herausforderungen hilft. Im Bosskampf gewinnen die Ninja den Kampf gegen den Roten Drachen, um die lila Schlüsselklinge zu erhalten. Die Ninja erfahren, dass die einzige Möglichkeit, die 2. Schlüsselklinge zu erhalten, darin besteht, ein Rennen in Terra Technica zu gewinnen, und müssen auf unerwartete Weise Rennwagen finden. Die gelbe Schlüsselklinge erhält man, wenn man das Fünf-Milliarden-Wettrennen, ein gefährliches Rennen in der zweiten Spielzone, Terra Technica gewinnt. Lloyd zieht Fahrerin Sieben, einen weiteren NPC, an sich, aber sie wird von den Rotvisieren verfolgt. Scott opfert sich, um den Ninjas zur Flucht zu verhelfen, und wird in einen digitalen Würfel verwandelt. Den Ninja gelingt es, das Fünf-Milliarden-Wettrennen zu gewinnen, aber Kai und Cole werden während des Rennens beide in einen Würfel verwandelt. Lloyd, Jay und Nya setzen ihre Reise fort, um die letzte Schlüsselklinge in der dritten Spielzone, Terra Domina, zu erhalten. Dort ist Lloyd gezwungen, gegen einen Avatar von Harumi zu kämpfen. Er besiegt sie und erhält die orangefarbene Schlüsselklinge, wird dabei aber in einen Würfel verwandelt.
In der realen Welt entdeckt Zane den Aufenthaltsort von Mayer, nur um von dem Mechaniker gefangen genommen zu werden. Als P.I.X.A.L. Mayer findet, offenbart dieser, dass Scott ein Testspieler war, der in dem Spiel gefangen wurde, als Mayer von Unagami verlangte, dass Scott eine intensive Spielerfahrung erhält. Mayer hat das Spiel abgeschaltet, aber Unagami hat überlebt. Zane ist gezwungen, das Motherboard von Prime Empire an den Mechaniker zu übergeben, der damit ein Portal vom Spiel in die reale Welt schafft.
In Prime Empire erreichen Jay und Nya ein digitales Sushi-Restaurant im Tempel des Irrsinns, aber Nya wird in einen Würfel verwandelt, nachdem sie von einem NPC namens Sushimi besiegt wurde. Nachdem er das letzte Level erreicht hat, muss Jay gegen Unagami antreten, der sich in einen Drachen verwandelt. Jay folgt ihm durch das Portal in die reale Welt, indem er auf seinem Drachen aus einem Level reitet. Zurück in der realen Welt, lockt Jay Unagami auf die Spitze des Borg-Turms. Mayer entschuldigt sich bei Unagami, der ihm verzeiht. Er erklärt sich bereit, alle Spieler und NPCs, die im Spiel gefangen sind, zu befreien. Unagami, der jetzt ein Kind ist, und Mayer sind endlich wieder vereint.

## Episoden
| Nr. (ges.) | Nr. (St.) | Deutscher Titel                    | Originaltitel                         | Regie           | Drehbuch                    | Premiere USA  | Dt. Premiere D |
| ---------- | --------- | ---------------------------------- | ------------------------------------- | --------------- | --------------------------- | ------------- | -------------- |
| 129        | 1         | Möchtest du Prime Empire betreten? | Would you like to enter Prime Empire? | Wade Cross      | Alisha Brophy & Scott Miles | 19. Juli 2020 | 28. Sep. 2020  |
| 130        | 2         | Mayers Insel                       | Dyer Island                           | Daniel Ife      | Alisha Brophy & Scott Miles | 19. Juli 2020 | 28. Sep. 2020  |
| 131        | 3         | Level 13                           | Level Thirteen                        | Shane Poettcker | Alisha Brophy & Scott Miles | 19. Juli 2020 | 29. Sep. 2020  |
| 132        | 4         | Jay der Superstar                  | Superstar Rockin’ Jay                 | Wade Cross      | Kevin Burke & Chris Wyatt   | 19. Juli 2020 | 29. Sep. 2020  |
| 133        | 5         | Ich bin Okino                      | I am Okino                            | Daniel Ife      | Kevin Burke & Chris Wyatt   | 26. Juli 2020 | 30. Sep. 2020  |
| 134        | 6         | Im Wald der Verzweiflung           | The Glitch                            | Shane Poettcker | Bragi Schut                 | 26. Juli 2020 | 30. Sep. 2020  |
| 135        | 7         | Die Klippen der Panik              | The Cliffs of Hysteria                | Wade Cross      | Bragi Schut                 | 2. Aug. 2020  | 1. Okt. 2020   |
| 136        | 8         | Im Labyrinth des roten Drachen     | The Maze of the Red Dragon            | Daniel Ife      | Kevin Burke & Chris Wyatt   | 2. Aug. 2020  | 1. Okt. 2020   |
| 137        | 9         | Der Tanzwettbewerb                 | One Step Forward, Two Steps Back      | Shane Poettcker | Alisha Brophy & Scott Miles | 9. Aug. 2020  | 2. Okt. 2020   |
| 138        | 10        | Der 5. Rennwagen                   | Racer Seven                           | Wade Cross      | Bragi Schut                 | 9. Aug. 2020  | 2. Okt. 2020   |
| 139        | 11        | Das Fünf-Milliarden-Wettrennen     | The Speedway Five-Billion             | Daniel Ife      | Bragi Schut                 | 16. Aug. 2020 | 5. Okt. 2020   |
| 140        | 12        | Terra Dronica                      | Stop, Drop and Slide Scroll           | Shane Poettcker | Alisha Brophy & Scott Miles | 16. Aug. 2020 | 5. Okt. 2020   |
| 141        | 13        | Zane spielt Detektiv               | Ninjago Confidential                  | Wade Cross      | Kevin Burke & Chris Wyatt   | 23. Aug. 2020 | 6. Okt. 2020   |
| 142        | 14        | Unagamis Portal                    | The Prodigal Father                   | Daniel Ife      | Kevin Bruke & Chris Wyatt   | 23. Aug. 2020 | 6. Okt. 2020   |
| 143        | 15        | Der Tempel des Irrsins             | The Temple of Madness                 | Shane Poettcker | Alisha Brophy & Scott Miles | 30. Aug. 2020 | 7. Okt. 2020   |
| 144        | 16        | Game Over                          | Game Over                             | Wade Cross      | Bragi Schut                 | 30. Aug. 2020 | 7. Okt. 2020   |

## Andere Medien
Der Staffel ging die Veröffentlichung von sechs Kurzfilmen mit dem Titel Prime Empire Original Shorts voraus, die auf dem Lego YouTube-Kanal veröffentlicht wurden. In den Kurzfilmen wurden einige der Hauptfiguren der Staffel vorgestellt, darunter Unagami und der Mechaniker.